# Haut commissariat aux Solidarités actives contre la pauvreté
Le haut commissariat aux Solidarités actives contre la pauvreté était un portefeuille ministériel créé en mai 2007, rattaché au Premier ministre français au sein du gouvernement Fillon et confié à Martin Hirsch.

## Présentation
Afin d'atteindre l'objectif de réduction de la pauvreté d'au moins un tiers en cinq ans, auquel s'est engagé le gouvernement, le haut-commissaire aux Solidarités actives est chargé de la réforme des minima sociaux et de la prime pour l'emploi. C'est sous sa responsabilité qu'un nouveau dispositif devant favoriser le retour à l'emploi et la sortie des situations d'assistance, le revenu de solidarité active (RSA), destiné à remplacer le revenu minimum d'insertion (RMI), a été expérimenté dans 34 départements à partir de mai 2007, puis mis en place sur l'ensemble du territoire en juin 2009.
Le 22 mars 2010, le haut commissariat aux Solidarités actives contre la pauvreté et le haut commissariat à la Jeunesse deviennent le ministère de la Jeunesse et des Solidarités actives.